# Rurouni Kenshin
«Rurouni Kenshin» (яп. るろうに剣心 明治剣客浪漫譚 Руро:ни Кэнсин Мэйдзи кэнкаку романтан, «Бродяга Кэнсин: романтическое сказание о мечнике эпохи Мэйдзи») — манга, придуманная и нарисованная мангакой Нобухиро Вацуки. Её действие происходит в Японии, через несколько лет после реставрации Мэйдзи, произошедшей в 1868 году. Манга рассказывает о приключениях бродячего воина Химуры Кэнсина, странствующего по Японии и предлагающего помощь и защиту нуждающимся людям. Несмотря на то, что манга не является исторической в строгом смысле этого слова, в ней упоминаются многие реально существовавшие лица периода Мэйдзи и предшествовавшего ему смутного времени бакумацу, а события, о которых она повествует, встроены в исторический контекст. Кроме того, автор, будучи фанатом Синсэнгуми (отряда сёгунской военной полиции), при создании своих персонажей часто брал за образец как реальные, так и вымышленные факты о членах Синсэнгуми, а равно и о других значимых личностях периода бакумацу.
Манга «Rurouni Kenshin» выходила в журнале «Weekly Shonen Jump» японского издательства Shueisha с 1994 по 1999 год. Она завершена и насчитывает 255 глав. По манге был создан одноимённый аниме-телесериал, состоявший из 95 серий и демонстрировавшийся в Японии с 1996 по 1998 год. В России сериал был показан в 2006 году под названием «Самурай Икс» по телеканалу СТС. В английском переводе, выполненном компанией Sony Pictures Entertainment, название аниме было изменено на «Samurai X». 7 июля 2023 началась трансляция второго аниме-сериала, который является ремейком сериала 1996 года.
Кроме аниме-сериала, по манге были созданы три OVA, один анимационный фильм, пять художественных фильмов и пять видеоигр для приставок PlayStation и PlayStation 2. На основе манги и аниме сторонними писателями были написаны 3 романа (лайт-новел), официально признанных частью серии, которая оказалась весьма популярной как в Японии, так и в Америке и Европе. В частности, по состоянию на конец 2008 года в Японии был продан приблизительно 51 миллион копий манги, что поставило её на 10-е место в списке самых популярных произведений, когда-либо публиковавшихся в журнале «Shonen Jump», а аниме-сериал несколько раз входил в сотню самых популярных в стране.

## Сюжет
Манга делится на 3 части; действие первой из них, «токийской», начинается через 10 лет после реставрации Мэйдзи. Миролюбивый бродячий воин по имени Химура Кэнсин, вооружённый сакабато — мечом с заточкой на обратной стороне, не предназначенным для убийства, — странствует по Японии. В прошлом, во время смутного времени бакумацу, Кэнсин был одним из хитокири, наёмных убийц на службе империалистов, боровшихся против Токугавского сёгуната. Со временем Кэнсин раскаивается в совершённых убийствах и отправляется странствовать, чтобы искупить свои преступления. В Токио он спасает молодую женщину Камию Каору от бандитов, решивших заполучить её додзё, школу фехтования. Каору, несмотря на знание о прошлом Кэнсина, разрешает ему остаться и жить в додзё. Кэнсин устанавливает добрые отношения со многими людьми, включая бывших врагов, и побеждает недругов, старых и новых. Он заводит дружбу с кулачным бойцом Сагарой Сано́сукэ, спасает от якудзы десятилетнего сироту Мёдзина Я́хико и помогает врачу Такани Мэгуми, из страха работавшей на торговца опиумом, избавиться от нежелательного покровителя. Вокруг Кэнсина складывается группа преданных друзей. «Токийская часть» заканчивается, когда на след Кэнсина выходит один из его наиболее грозных врагов — Сайто Хадзимэ, бывший командир третьего подразделения Синсэнгуми.
Поединок Сайто и Кэнсина прерывает министр внутренних дел страны, Окубо Тосимити, который сообщает о появлении на политической сцене чрезвычайно амбициозного человека по имени Сисио Макото, планирующего свергнуть правительство Мэйдзи и захватить всю Японию, поставив её под свой контроль. И уже через несколько дней после беседы с Кэнсином министр погибает: его убивает один из помощников Сисио, Сэта Содзиро. Так начинается «киотская часть» манги: Кэнсин в одиночку отправляется в Киото, намереваясь остановить Сисио и его приспешников. Большинство друзей следует за главным героем, чтобы помочь в битве. По дороге в Киото Кэнсин встречает Макимати Мисао, юную участницу Онивабан-сю, отряда ниндзя. Кэнсин принимает помощь Онивабан-сю, завершает обучение у Хико Сэйдзюро, своего учителя, которого покинул много лет назад, и побеждает Сисио в поединке, после чего вместе с друзьями возвращается назад в Токио.
В третьей части у главного героя появляется новый могущественный враг — Юкисиро Эниси, желающий отомстить за смерть своей старшей сестры Томоэ, которая в период бакумацу была женой Кэнсина, но по несчастной случайности погибла от его руки. Эниси и его помощники нападают на близких Кэнсину людей и похищают Каору, мастерски инсценируя её гибель. Кэнсин впадает в отчаяние, однако его друзья выясняют, что Каору жива, и отправляются выручать её. Эниси терпит поражение в битве с Кэнсином и отказывается от мыслей о мести; друзья вместе со спасённой Каору отправляются домой. Со временем Кэнсин обретает истинное душевное спокойствие, женится на Каору и становится отцом её сына Кэндзи.

## Персонажи
Персонажи серии «Rurouni Kenshin» были отмечены критиками за проработанность характеров и естественность поступков, органично вытекающих из предыдущих событий в жизни героев. Рецензент от сайта T.H.E.M. Anime Reviews утверждал, что персонажей трудно разделить на хороших и плохих: у каждого из них своя правда, и симпатии читателя в одной ситуации могут быть на стороне Кэнсина и его друзей, а в другой — на стороне их противников. Нобухиро Вацуки, автор манги, признавался, что у него плохо получаются злодеи, чей характер состоит исключительно из отрицательных качеств, и попытка создать таких героев для одной из частей произведения потерпела неудачу.
Ниже приведён список основных персонажей серии. Все имена записаны в традиционном японском порядке: Фамилия Имя.
Химура Кэнсин (яп. 緋村 剣心) — главный герой, странствующий воин, вооружённый мечом с лезвием на обратной стороне.
Камия Каору (яп. 神谷 薫) — молодая женщина из Токио, владеющая школой кэндзюцу, где обучают стилю фехтования под названием Камия Кассин.
Сагара Саносукэ (яп. 相楽 佐之助) — наёмный кулачный боец, который становится лучшим другом Кэнсина и его напарником в большей части битв.
Мёдзин Яхико (яп. 明神 弥彦 Мё:дзин Яхико) — сын обедневшего самурая, сирота, спасённый Кэнсином от якудзы и желающий стать столь же сильным, как и его спаситель.
Такани Мэгуми (яп. 高荷 恵) — талантливый врач, работавшая на наркоторговца и избавленная от него Кэнсином и его друзьями.
Хико Сэйдзюро XIII (яп. 比古 清十郎 十三代 Хико Сэйдзю:ро: Дзю:сандай) — угрюмый и нелюдимый учитель Кэнсина, намного превосходящий его в силе и мастерстве.
Синомори Аоси (яп. 四乃森 蒼紫) — глава Онивабан-сю, отряда ниндзя из Киото. Первоначально испытывает к Кэнсину ненависть, однако впоследствии становится его союзником.
Сайто Хадзимэ (яп. 斎藤) — враг Кэнсина со времён бакумацу, один из немногих, кто может сражаться с ним на равных.
Сисио Макото (яп. 志々雄 真実) — бывший хитокири, казнённый правительством Мэйдзи, но сумевший выжить и задумавший государственный переворот.
Юкисиро Эниси (яп. 雪代 縁) — младший брат первой жены Кэнсина, планировавший отомстить ему за смерть сестры.
Аситаро Хасэгава (яп. 長谷川芦太郎) — бывший заключенный, нашедший меч Сисио Макото.

## История создания

### Sengoku no Mikazuki

Набросок, изображающий Иссинту и Хико Сэйдзюро

Первые идеи и наброски для будущей манги о Кэнсине появились у Вацуки задолго до начала работы над финальной версией. Так, в 1987 году он создал свою первую профессиональную работу под названием «Sengoku no Mikazuki» (яп. 戦国の三日月 Сэнгоку но микадзуки, «Серп луны в эпоху Сэнгоку»), сюжет которой косвенно относится к миру «Rurouni Kenshin». Несмотря на то, что действие этой манги происходит за четыре века до событий финальной версии, её персонажи представляют собой узнаваемые наброски будущих героев. По сюжету, сильнейший мечник Хико Сэйдзюро, владеющий вымышленным стилем фехтования под названием Хитэн Мицуруги, спасает от жестоких самураев крестьянского мальчика по имени Иссинта, который позже становится последователем Хико в попытке изменить судьбу страны. Изначально Вацуки планировал создать фэнтези-мангу, действие которой происходило бы в Северной Европе, и сделать Хико Сэйдзюро рыцарем, а Иссинту — крестьянином, пошедшим в солдаты. Однако потом мангака счёл, что окружающая обстановка в духе фэнтези — это слишком банально, и переключился на японский исторический период Сэнгоку. Редактор, работавший с Вацуки, вначале думал, что главным героем манги является Хико, но сам автор всегда считал основным персонажем Иссинту, поскольку ему нравились более слабые герои, которым приходилось расти и становиться сильнее и храбрее.
Некоторые детали этого раннего проекта были затем использованы в финальной версии манги. Так, согласно её сюжету, Хико Сэйдзюро XIII является наследником и хранителем стиля Хитэн Мицуруги, развившегося в период Сэнгоку. Кроме того, Хико спасает от бандитов деревенского мальчика по имени Синта, после чего берёт его в ученики, дав ему новое имя — Кэнсин. Работа «Sengoku no Mikazuki» была включена в 6-й том манги «Rurouni Kenshin».

### Rurouni: Meiji Kenkaku Romantan
Более близким прототипом истории о Кэнсине стали две не связанные друг с другом короткие манги под общим названием «Rurouni: Meiji Kenkaku Romantan» (яп. るろうに -明治剣客浪漫譚- Руро:ни — Мэйдзи кэнкаку романтан, «Бродяга: Романтические сказания о мечнике эпохи Мэйдзи»). Они появились в 1992 и 1993 году в манга-журнале «Weekly Shonen Jump Special», а позже были включены соответственно в 1-й и 3-й тома окончательной версии «Rurouni Kenshin». В первой истории, состоявшей всего из 31 страницы, безымянный главный герой, представляющий собой начальный образ Кэнсина, помогает богатой девушке по имени Райкодзи Тидзуру. Во второй манге, не намного превышавшей первую по объёму, очень похожий на Кэнсина персонаж спасает додзё семьи Камия от криминального босса, задумавшего жениться на старшей дочери семьи, Мэгуми (позже она превратилась в Такани Мэгуми). Главному герою помогают младшие сестра и брат Мэгуми, Каору и Яхико, в финальной версии ставшие соответственно Камией Каору и Мёдзином Яхико. В то время как их характеры уже на этом этапе напоминали свои будущие воплощения в «Rurouni Kenshin», Мэгуми была намного более робкой и нерешительной, чем в окончательной версии.

### Финальная версия

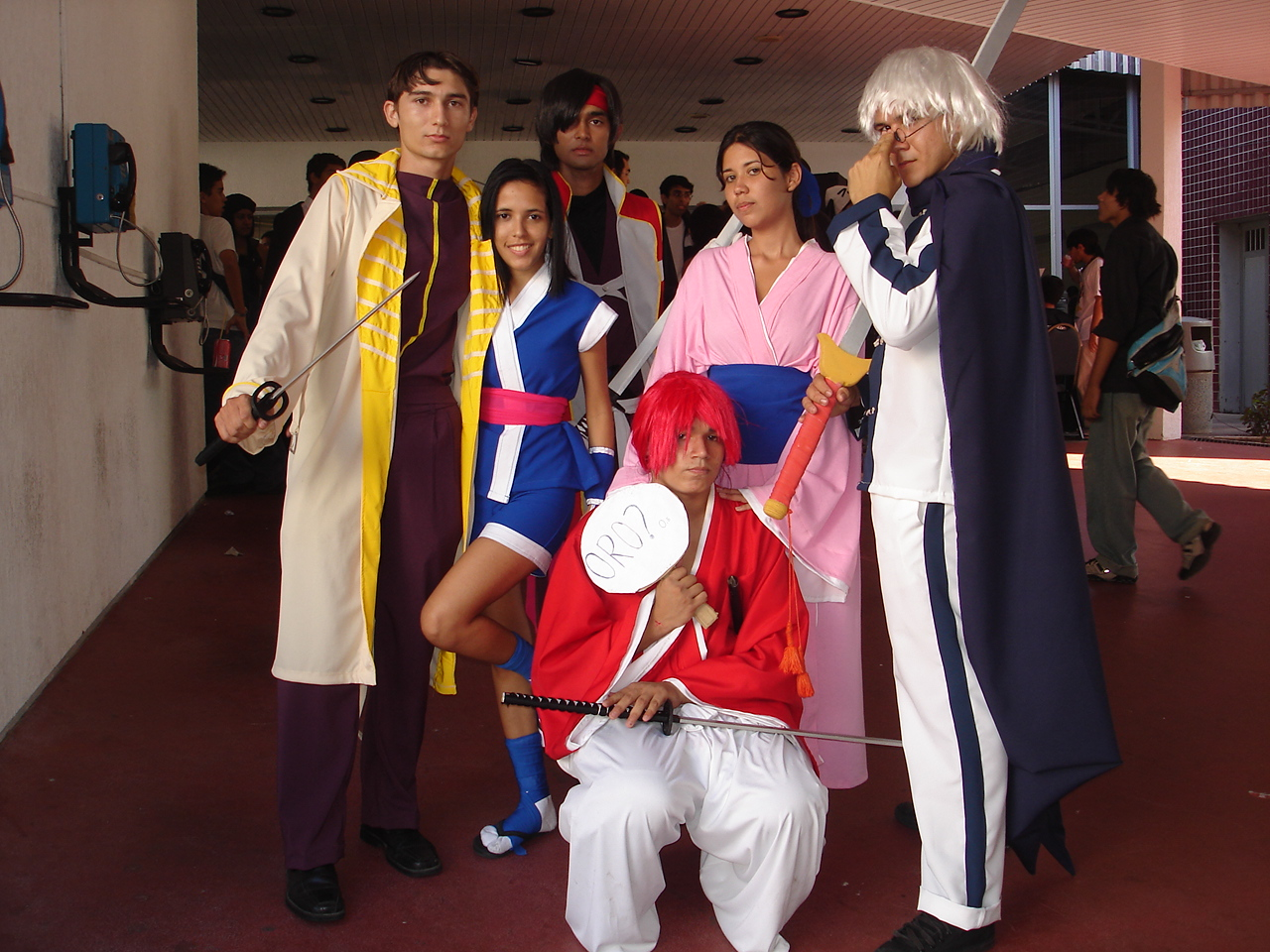
Бразильские фанаты в самодельных костюмах изображают персонажей «Rurouni Kenshin» на аниме-фестивале

Как утверждал Вацуки, окончательный вариант манги о Кэнсине сложился не совсем по его желанию. Он считал создание исторических произведений сложным и предпочёл бы рисовать мангу о современном мире. Однако редактор журнала просил именно исторического контекста, и Вацуки согласился, хотя это потребовало тщательного исследования реалий того времени. В качестве контекста мангака намеревался использовать период бакумацу, опираясь на исторический роман «Пылай, о меч!» (яп. 燃えよ剣 Моэ ё кэн) авторства Рётаро Сибы. Тем не менее, Вацуки счёл полное хаоса время бакумацу слишком сложным для изображения и изменил исторический период своего произведения на более мирную эпоху Мэйдзи после знакомства с романом «Сугата Сансиро» (яп. 姿三四郎), по которому был снят фильм «Гений дзюдо». Автор долго подбирал заголовок манге: варианты включали «Нисин кэнси» (яп. 二心剣士, «Воин о двух сердцах»), «Ёродзуя Кэнсин» (яп. よろず屋剣心, «Кэнсин — мастер на все руки»),и вариации слов «рурони» и «Кэнсин», написанные разными иероглифами. Слово «рурони», приблизительно означающее «бродяга» — неологизм автора, составленный из кандзи «ру» (яп. 流, «скитаться», «плыть по течению») и «ронин» (яп. 浪人).

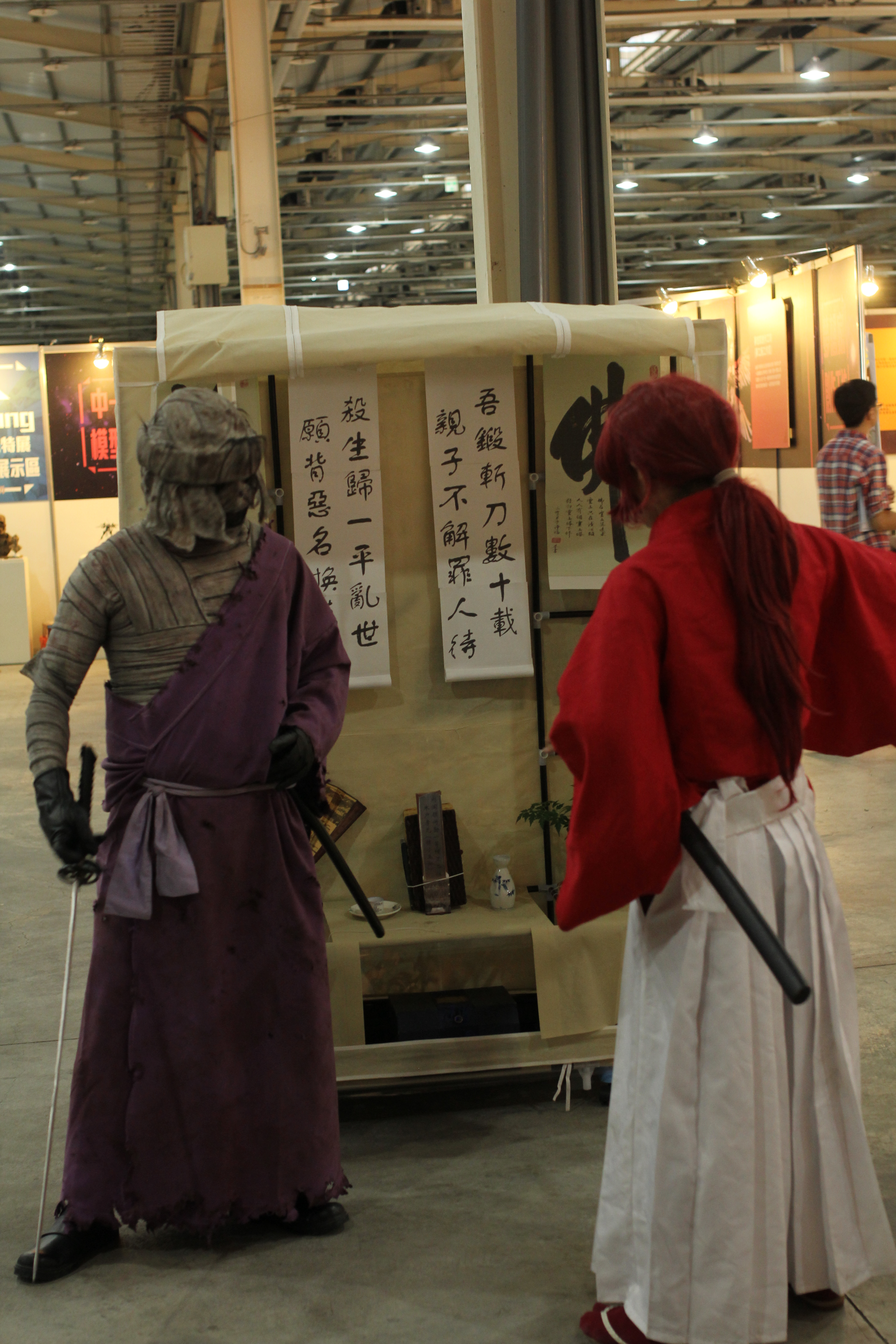
Косплей Кенсина Химуры и Сисио Макото

Изначально Вацуки не планировал рисовать длинную мангу. В его представлении работа должна была закончиться отбытием главного героя в Киото после нескольких приключений в Токио. Однако незадолго до предполагаемого завершения манги выяснилось, что интерес читателей к ней не угасает, и Вацуки принял решение продолжать её. Что касается развития сюжета, то уже в процессе работы у автора появилась идея о создании четвёртой части манги. Ею должна была стать «часть Хоккайдо», действие которой происходило на самом северном острове Японии. Однако позже автор счёл за лучшее остановиться на трёх частях и приняться за новый проект.
Несмотря на то, что целевой аудиторией журнала «Weekly Shonen Jump», в котором выходила манга, были мальчики и юноши, Вацуки с самого начала задумывал своё произведение как отличающееся от классического варианта сёнэн-манги. По словам автора, он нередко читал мангу для девушек, что и оказало влияние на его работу. После начала публикации Вацуки рассчитывал на определённую реакцию со стороны женской аудитории, и она превзошла все его ожидания: письма от девушек составили более 90 % корреспонденции автора. Однако по мере развития сюжета автор сместил акценты в сторону мужской дружбы и соперничества, после чего пропорции читательских отзывов изменились в пользу юношей. Отличия «Кэнсина» от стандартной сёнэн-манги отмечали и критики. Так, в книге Робин Бреннер «Understanding Manga and Anime» работа Вацуки рассматривалась как переходная между метажанрами сёнэн и сёдзё, а рецензент американского сайта T.H.E.M. Anime Reviews Карлос Росс (англ. Carlos Ross) заявлял, что «Rurouni Kenshin» местами напоминает типичную мангу для девушек «Fushigi Yuugi» («Таинственная игра»).

## Материалы

### Манга
Первая глава манги «Rurouni Kenshin» появилась 25 апреля 1994 года в 19-м выпуске журнала «Weekly Shonen Jump». Манга продолжала выходить в этом журнале в течение последующих пяти лет, пока Вацуки не принял решение прекратить её. Японское издательство Shueisha опубликовало мангу, насчитывавшую к моменту окончания 255 глав, в 28 томах, первый из которых вышел 2 сентября 1994 года, а последний — 4 ноября 1999 года. В 2006—2007 годах манга была переиздана в расширенном формате (т. н. «кандзэнбан»), на этот раз в 22 томах, куда были включены разнообразные дополнительные материалы.
В США мангу с 2003 по 2006 год выпускало издательство Viz Media. В России манга «Rurouni Kenshin» по состоянию на февраль 2013 года не лицензирована.
Манга имела высокие показатели продаж в Японии — около 51-го миллиона копий на 2008 год, — и приобрела значительную популярность в других странах, будучи переведена более чем на 10 языков. По версии ICv2, американских наблюдателей за рынком комиксов, в 2004 году «Rurouni Kenshin» занимал первое место по количеству проданных копий в списке наиболее популярной манги в США. Отдельные тома манги также имели высокую популярность: так, по версии американского агентства Nielsen BookScan 3-й том в 2004 году возглавлял список наиболее продаваемых графических романов в течение двух недель, а 27-й том два года спустя занял в том же списке 2-е место. Тот же третий том в феврале 2004 года стал первым графическим романом, вошедшим в список 150 самых продаваемых книг, составляемый общенациональной газетой «USA Today».
Манга заслужила похвальные отзывы рецензентов, которые отмечали грамотное построение сюжета, состоявшего из многих тесно переплетавшихся линий, и хорошую концовку, разрешавшую большую часть поставленных в произведении вопросов.
Наиболее удачной, динамичной и увлекательной частью манги была признана вторая — «киотская битва», противостояние Кэнсина и Сисио Макото, а вот к финальной, третьей части у обозревателей нашлись претензии: по их мнению, в ней автор начал повторяться.
Впрочем, и «киотская часть» не была полностью избавлена от критических отзывов: у ряда рецензентов вызвал нарекания её финал, поскольку Кэнсин не убил своего противника: из-за особенности организма Сисио Макото в ходе боя самовоспламенился и заживо сгорел. Крис Беверидж (англ. Chris Beveridge), критик от сайта Mania.com, счёл, что этот сюжетный ход благополучно избавил главного героя от необходимости нарушить свою клятву никогда не убивать.
Однако существовала и противоположная точка зрения: поскольку Кэнсин и Сисио представляли соответственно идеологии милосердия и жестокости, то Кэнсин ни в коем случае не должен был убивать своего врага — формальный выигрыш в битве привёл бы к намного более глубокому идеологическому поражению главного героя.
Одной из причин популярности творения Вацуки были названы достаточно точные отсылки к реально происходившим событиям и умелое встраивание вымысла в исторический контекст. Отдельного внимания критиков удостоился тот факт, что автор пытался объяснить даже самые нереалистичные трюки, выполняемые персонажами, через законы физики, а не ссылался на магию или паранормальные явления.
Похвалы заслужили и проработанные истории большинства второстепенных героев, вписанные в основной сюжет, однако одна из обозревательниц сетовала на то, что герои по ходу серии практически не развиваются, и все их действия определяются этими прошлыми историями, а другой рецензент указывал, что среди врагов Кэнсина слишком много нелепых и в высшей степени странных персонажей.
Что касается рисунка, то обозревательница от сайта Mania.com Меган Лейви (англ. Megan Lavey) отметила, что стиль рисования Вацуки за пять лет, в течение которых публиковалась манга, претерпел существенные изменения: с одной стороны, качество рисунка со временем значительно улучшилось, с другой — ближе к финалу внешний вид некоторых персонажей чрезмерно упростился. Несмотря на это, Лейви одобрительно отозвалась о подробной и тщательной прорисовке фонов всех сцен, а Евгений Кан из русскоязычного онлайн-журнала «АниМаг» заявил, что по фонам в манге можно судить о настроении персонажей. В целом манга была сочтена удачной — так, обозреватель от американского сайта Anime News Network, сравнивая проекты «Rurouni Kenshin» и «Shaman King» (авторства бывшего ассистента Вацуки Хироюки Такэи), написал:

В качестве автора «Rurouni Kenshin» Вацуки зарекомендовал себя как своего рода мастер [...] повествования, постоянно находящий способы вплести характеры и намерения героев в их действия. Когда Кэнсин совершал какой-либо поступок, читатель всегда знал его причину. Личность и история Кэнсина ясно отражались в основных частях манги, производя великолепный эффект.
Оригинальный текст (англ.)With Kenshin, Watsuki established himself as something of a master of [...] storytelling, constantly finding a way to weave the personalities and intentions of his characters into their actions. When Kenshin took action, the reader always knew why. His personality and history were easily reflected in the main arcs of the manga to magnificent effect.
— Джастин Фримен, Anime News Network
Манга имеет три коротких продолжения и одну альтернативную версию.
Первое продолжение представляет собой одну главу под названием «Yahiko no Sakabatou» (яп. 弥彦の逆刃刀 Яхико но сакабато:, «Сакабато, принадлежащее Яхико») и рассказывает о том, как повзрослевший Яхико спас от злоумышленников дочь владельца дружественного додзё.
Эта глава была опубликована в «Weekly Shonen Jump» уже после завершения манги и не была включена в её первое издание, однако вошла во второе.
Второе продолжение, также состоящее из одной главы, называлось «Haru ni Sakura» (яп. 春に桜, «Весеннее цветение сакуры») и описывало дальнейшую судьбу всех основных персонажей манги.
Главные герои — Кэнсин и Каору с сыном Кэндзи, Мисао, Аоси, Мэгуми, Яхико и его подружка Цубамэ, собравшись, чтобы понаблюдать за цветением сакуры, рассказывали о своих делах. В разговорах они упоминали, что Сагара Саносукэ объехал весь земной шар, и, находясь в Монголии, возвращается в Японию, а Сайто Хадзимэ жив и выполняет свою работу на Хоккайдо.
Эта глава была опубликована в «Kenshin Kaden» (яп. 剣心華伝), одной из официальных энциклопедий по серии «Rurouni Kenshin», выпущенной в 1999 году.
Третье продолжение под названием «Нулевая глава» (яп. 第零幕 Дай дзэро маку) было опубликовано в «Weekly Shonen Jump» в августе 2012 года.
Действие «Нулевой главы» происходит незадолго до начала манги.
Кэнсин, находясь в Иокогаме, защищает от недобросовестного конкурента американку по фамилии Элдер, приехавшую в Японию лечить бедняков.
Покидая Японию, Элдер даёт Кэнсину совет остановиться где-нибудь, чтобы залечить телесные и душевные раны, и именно благодаря её совету Кэнсин впоследствии принимает решение поселиться в додзё Каору.
Альтернативная версия манги начала выходить в журнале «Jump SQ.» в мае 2012 года под названием «Rurouni Kenshin: Kinema-ban» (яп. るろうに剣心 -キネマ版-, «Версия по фильму»; известна также как «Сinema-ban», «Rurouni Kenshin Reboot» и «Rurouni Kenshin Restoration»).
Сюжет этой версии приблизительно соответствует сюжету художественного фильма, снятого по манге.
Главным врагом Кэнсина является наркоделец Такэда Канрю, а все остальные противники выступают в роли бойцов, нанятых Такэдой, чтобы уничтожить Кэнсина и захватить додзё Каору.

### Спин-оффы

#### Бродяга Кэнсин: Познавший Пламя
Бродяга Кэнсин: Познавший Пламя (Rurouni Kenshin — Master of Flame) — спин-офф манги, состоящий из 2 глав, рассказывающий о Сисио Макото. В первой части показано его знакомство с Юми, а во 2 формирование группировки Джипонгатана.

#### Бродяга Кэнсин: Бандит Ашитаро
Бродяга Кэнсин: Бандит Ашитаро (Rurouni Kenshin Variant Story: The Criminal Ashitarou) — спин-офф манги, состоящий из 2 глав. Манга рассказывает историю нового персонажа по имени Аситаро Хасэгава, сидевшего в тюрьме Токио за совершённое преступление. Выйдя на свободу, он встречает Арана Иноуэ и загадочную девушку, которая утверждает, что долго ждала его освобождения. Эта манга является приквелом к 4 арке Хоккайдо основной манги.

#### Бродяга Кэнсин: Киноверсия
Манга, выпускающаяся по случаю выхода художественного фильма Rurouni Kenshin. Является альтернативной историей сюжета основного произведения.

### Аниме
Аниме-сериал, режиссёром которого был Кадзухиро Фурухаси, демонстрировался в Японии на телеканале Fuji TV с 10 января 1996 года по 8 сентября 1998 года. Ответственными за постановку были компании Aniplex и Fuji TV, собственно анимацией занимались Studio Gallop (с 1-й по 70-ю серию) и Studio Deen (с 71-й по 95-ю). Заключительная 95-я серия по японскому телевидению не транслировалась, однако присутствовала на видеокассетах и DVD-дисках. Сериал, состоявший из 3 сезонов, довольно точно повторял первые две части манги, однако затем сценаристы отошли от её сюжета и начали создавать короткие истории о Кэнсине и его друзьях, не имеющие отношения к оригинальному повествованию. Это делалось для того, чтобы позволить Нобухиро Вацуки закончить работу над третьей частью манги, которую также планировалось экранизировать. Но этим планам не суждено было сбыться: обилие серий, не относящихся к сюжету основного произведения, привело к падению популярности аниме, и работа над ним была прекращена.
Аниме «Rurouni Kenshin» демонстрировалось различными телевизионными сетями более чем в 20 странах мира, а в Японии несколько раз входило в сотню наиболее популярных. Так, в сентябре 2005 года телекомпания TV Asahi провела среди жителей своей страны анкетирование с целью выявить наиболее популярный аниме-сериал. В результате «Rurouni Kenshin» оказался на 66-м месте. Кроме того, TV Asahi провела интернет-опрос, в котором могли участвовать все желающие. По итогам опроса аниме незначительно поднялось в рейтинге и заняло 62-е место, а в повторном опросе около года спустя сериал сильно укрепил свои позиции, оказавшись на 26-м месте. По версии японского журнала «Animage» «Rurouni Kenshin» занял 9-е место в двадцатке лучших аниме 1996 года, а в списке 20 лучших мужских аниме-персонажей годом позже фигурировали сразу два героя этого сериала: Химура Кэнсин и Сэта Содзиро (на 4-м и 18-м месте соответственно). В США сериал номинировался на премию «American Anime Awards» 2006 года в категории «Продолжительный сериал» и вышел в финал, но проиграл «Стальному алхимику». Популярность сериала подтверждает и тот факт, что запрос «Rurouni Kenshin» занял 8-е место в списке наиболее частых запросов в категории «телесериалы и фильмы», опубликованном поисковой системой Lycos в конце 2003 года, и 10-е — в категории «аниме» в 2005 году.
Критики и обозреватели в целом положительно отзывались о сериале. Несмотря на то, что первый сезон был оценён ими достаточно средне, а третий, целиком состоявший из филлеров, получил, за редким исключением, крайне негативные отзывы, второй сезон, повторявший вторую часть манги, заслужил практически исключительно положительные оценки. Критики отмечали «анимешный рисунок» сериала «с классическими дизайнами персонажей […] и элементами образной системы аниме тех лет», а также неплохую прорисовку персонажей и фонов, особенно для аниме с ограниченным бюджетом.
Рецензентам понравилась оригинальная японская озвучка — они находили, что голоса сэйю, актёров озвучивания, очень хорошо подходят персонажам.
Обозреватели похвалили и музыку, сообщив, что традиционные мотивы вкупе с современными гитарными риффами замечательно звучат и великолепно передают настроение персонажей и общую атмосферу.
К открывающим и закрывающим темам, однако, были высказаны претензии: одна из рецензенток сочла, что создатели сериала совершенно не умеют подбирать нужные композиции под видеоряд начальных и конечных заставок. Тем не менее, целых две такие композиции вошли в двадцатку лучших аниме-песен по версии журнала «Animage»: в 1996 году — «Heart of Sword — Yoake Mae» в исполнении Таканори Нисикавы, занявшая 7-е место, а годом позже — «1/3 no Junjou na Kanjou» группы Siam Shade, добравшаяся до 13-го места.
Из недостатков аниме критики отметили тот факт, что бо́льшая часть битв в сериале плохо анимирована и включает большое количество статичных кадров на фоне цветных полос для изображения высокой скорости движения героев, а также чрезмерную насыщенность боёв длинными диалогами и их общую предсказуемость.

#### Трансляция
В России аниме-сериал демонстрировался каналом СТС в 2006 году в дневном блоке мультфильмов. Английский перевод оригинала был выполнен компанией Sony Pictures Entertainment. В этом переводе многие диалоги героев подверглись изменениям, было перемонтировано большое количество сцен, к которым нередко применялась цензура, и по неизвестной причине изменились имена некоторых героев: к примеру, Кэнсин получил имя Кенси, Каору — Кори, Яхико — Йоси. Цензура же была наиболее заметна на примере персонажа Каматари: чтобы скрыть его пол и сексуальную ориентацию, его диалог был соответствующим образом исправлен. Кроме того, Sony изменила заголовок сериала, который стал называться «Samurai X» — отсылка к отличительному знаку главного героя, крестообразному шраму на левой щеке. Английский перевод Sony послужил основой дубляжа для русского языка и некоторых азиатских языков.
Sony первоначально планировала распространять свой перевод и в США, однако изменения, сделанные ею, вызвали недовольство американских фанатов. Несмотря на отсутствие официального выпуска, в Америке «Rurouni Kenshin» к тому времени уже насчитывал значительное число поклонников. Они обвинили компанию Sony в попытке сделать сериал более «попсовым», сыграв на дешёвой популярности и экзотике получившегося заголовка. Отмечалось также, что новое название некорректно, так как в вымышленной биографии главного героя нет ничего, что позволяло бы предполагать его самурайское происхождение, а следовательно, называть Кэнсина самураем неверно. В конце концов Sony продала права на сериал компании Media Blasters, и именно её перевод получил известность в США. Media Blasters не стала менять заголовок и ограничилась минимальными правками диалогов, вследствие чего её версия была признана англоязычными поклонниками более удачной.

### Анимационный фильм
Анимационный фильм режиссёра Хацуки Цудзи под названием «Rurouni Kenshin: Ishin Shishi e no Requiem» (яп. るろうに剣心 維新志士への鎮魂歌 Руро:ни Кэнсин — Исин сиси э но рэкуиэму, «Бродяга Кэнсин: реквием по империалистам-патриотам») вышел в Японии 20 декабря 1997 года. В США фильм лицензирован под названием «Samurai X: The Motion Picture» («Самурай Икс: Фильм»). Рисунком весьма напоминающий аниме-сериал, этот фильм рассказывает историю мятежника Такими Сигурэ, задумавшего свергнуть правительство Мэйдзи. Согласно сюжету, в последние годы бакумацу силы княжества Айдзу предприняли отчаянную атаку на лидеров империалистов. Во время атаки Кэнсин, находившийся на месте сражения, убил одного из сильнейших мечников сёгуната — Такацуки Гэнтацу. Много лет спустя, в 1879 году, во время поездки с друзьями в Иокогаму Кэнсин встречает сестру Гэнтацу по имени Токи и его бывшего соратника Сигурэ. Сигурэ тайно готовит восстание, планируя убить премьер-министра Японии и сбросить режим правительства Мэйдзи, чтобы отомстить за свою семью, погибшую во время бакумацу. Повстанцы взрывают здание английского консульства и устраивают вооружённые беспорядки во время парада в Токио. Кэнсин вступает в бой с Сигурэ и побеждает его, тем самым помогая предотвратить опасность для правительства.
Фильм получил довольно средние оценки критиков: им понравилось развитие характера Сигурэ, главного противника Кэнсина, хотя отмечалась определённая вторичность сюжета фильма по отношению к аниме-сериалу. Помимо этого, в фильме присутствовали повторяющиеся воспоминания героев, надоедавшие зрителям, и не слишком хорошая музыка. В оценке качества анимации мнения критиков разделились: нашлись как те, кто счёл её достойной, так и те, кто высказался неодобрительно

### OVA
Кроме фильма, в состав серии «Rurouni Kenshin» входят три OVA, в которых создатели сделали попытку отразить Японию периода революции более точно. По сравнению с фильмом и аниме-сериалом, графика в обеих OVA отличается намного большей реалистичностью. В качестве фонов использовались отснятые на плёнку кадры видов и строений, смонтированные с кадрами рисованной анимации, чтобы придать картинке дополнительный реализм. OVA, выпущенные вначале в виде коротких 30-минутных серий (первая OVA состояла из четырёх серий, вторая — из двух), были затем повторно выпущены в виде единых фильмов. В них было существенно изменено и уменьшено звуковое сопровождение, хотя и без изменения или пропуска фоновых композиций.

#### Rurouni Kenshin: Tsuioku Hen
Первая OVA под названием «Rurouni Kenshin: Tsuioku Hen» (яп. るろうに剣心 追憶編 Руро:ни Кэнсин — Цуйоку хэн, «Бродяга Кэнсин: Воспоминания»), в США известная как «Samurai X: Trust and Betrayal» («Самурай Икс: Доверие и предательство»), вышла в Японии в 1999 году. Она в большой степени основывается на манге и рассказывает о прошлом Кэнсина и о его работе наёмным убийцей на стороне империалистов в последние годы сёгуната Токугава. По сюжету, молодая женщина Юкисиро Томоэ становится свидетельницей одного из убийств, совершённых Кэнсином. Тот забирает её с собой, а позже бежит с ней от преследования в деревню. Там, чтобы не вызывать подозрений, Кэнсин и Томоэ живут под видом крестьянской семейной пары. Томоэ оказывается предательницей; попытавшись спасти Кэнсина от своих сообщников, она погибает от его руки. Потрясённый её смертью, Кэнсин даёт клятву продолжать сражаться до наступления новой эры Мэйдзи, а затем навсегда оставить ремесло убийцы.
OVA заслужила весьма положительные оценки критиков, отметивших очень хорошую анимацию и звук, захватывающий сюжет, а также — отдельно — большое количество насилия, которое, однако, стилизовано и напоминает самурайские фильмы Акиры Куросавы. Рецензент от Anime News Network отметил реалистичность и красоту сражений, а несколько других критиков сочли эту OVA «воплощением практически идеального аниме». Тем не менее, обозреватель от сайта AnimeJump.com жаловался, что литры крови на экране, подходящие для боевика, совершенно ничего не добавляют сюжету, страдающему от недостаточной глубины, а кроме того, отмечалась странная и нелогичная концовка, где Кэнсин клянётся прекратить убийства в тот момент, когда ему это будет удобно. Другой критик сравнивал внутренний конфликт доброго и идеалистичного Кэнсина, вынужденного убивать, с историей Энакина Скайуокера из «Звёздных войн», но при этом отмечал неожиданно резкий переход главного героя от жизни неумолимого убийцы к мирному крестьянскому существованию. По данным на июнь 2009 года «Rurouni Kenshin: Tsuioku Hen» имела самый высокий пользовательский рейтинг среди аниме в базе данных Anime News Network.

#### Rurouni Kenshin: Seisou Hen

Обложка диска с саундтреком «Seisou Hen» изображает постаревших Кэнсина и Каору, повторяя более реалистичную графику OVA

Вторая OVA под названием «Rurouni Kenshin: Seisou Hen» (яп. るろうに剣心 星霜編 Руро:ни Кэнсин — Сэйсо: хэн, «Бродяга Кэнсин: Прошедшие годы»), в США известная как «Samurai X: Reflection» («Самурай Икс: Отражение»), вышла в Японии 19 декабря 2001 года. Значительную её часть занимает изложение происходивших с Кэнсином событий с точки зрения Камии Каору. В остальном, однако, OVA слабо привязана к манге и рассказывает о событиях, произошедших после её окончания. По сюжету, после нескольких лет мирной жизни вина за совершённые убийства вновь берёт верх над Кэнсином, и он решает снова отправиться странствовать, а позже отбывает на континент, чтобы помочь армии своей страны в первой японо-китайской войне. Его сын Кэндзи, подрастая, начинает ненавидеть отца за пренебрежение семьёй. В ходе своих странствий Кэнсин заражается неизвестной болезнью, медленно разрушающей его тело, и по возвращении в Токио умирает на руках у Каору. Крестообразный шрам на левой щеке, полученный Кэнсином в годы бакумацу, исчезает, символизируя покой, обретённый наконец бывшим убийцей.
Вторая OVA получила несколько менее благоприятные отзывы, чем первая.
Несмотря на то, что критики отмечали высочайшее качество анимации и музыки, они утверждали, что большинство персонажей, а особенно главный герой, на протяжении сюжета совершают поступки, совершенно не соответствующие их характеру.
Нарекания вызвали и финальные кадры OVA, в которых молодой Химура Кэндзи и его девушка Тидзуру клянутся жить долго и счастливо. Один из обозревателей иронически заявил, что в вымышленном мире «Бродяги Кэнсина» совсем скоро начнётся русско-японская война, из которой Япония выйдет с большими потерями, и таким образом надежды героев на долгое счастье более чем призрачны.
Рецензент от сайта IGN прямо заявил, что «Seisou Hen» представляет ненужное завершение серии, которая и без того уже имеет завершение.
Нобухиро Вацуки, создатель манги, тоже остался недоволен финалом, сообщив, что по его мнению Кэнсин заслуживал счастливого конца. Кроме того, всё действие было названо рецензентами «утомительной и раздражающей мелодрамой», а голос Маё Судзукадзэ, женщины-сэйю, озвучивавшей Кэнсина — неподходящим более чем сорокалетнему герою.
Впрочем, рецензент от сайта T.H.E.M. Anime Reviews счёл драму привлекательной и отражающей сложность и глубину личности Кэнсина. С ним согласился и критик от сайта Anime-Planet.com, сообщив, что превращение главного героя, сильного телом и духом, в слабого старика, терзаемого виной, совершенно закономерно: как бы Кэнсин ни стремился искупить свои преступления, спасая беззащитных, он не может воскресить убитых им ранее людей, и столкновение с этой простой истиной оказывается для него мучительным.
Кроме того, критик отметил реалистичность тяжёлых переживаний Каору, любящей Кэнсина и отчаянно ищущей ответ на вопрос, любит ли Кэнсин её.

#### Rurouni Kenshin: Shin Kyoto Hen
Третья OVA под названием «Rurouni Kenshin: Shin Kyoto Hen» (яп. るろうに剣心 新京都編 Руро:ни Кэнсин — Син Кё:то хэн, «Бродяга Кэнсин: Новая киотская арка») вышла в 2011 году и представляла собой две 45-минутные серии, в которых излагались события киотской арки с точки зрения Макимати Мисао.
Режиссёром, как и прежде, выступил Кадзухиро Фурухаси, всех основных персонажей озвучили те же актёры, что работали над предыдущими проектами.
Исключение составил только Сайто Хадзимэ — озвучивавший его сэйю Хиротака Судзуоки умер, поэтому в третьей OVA Сайто говорил голосом Кэна Нариты.

### Экранизация
Художественный фильм по манге «Rurouni Kenshin» демонстрировался в кинотеатрах Японии с 25 августа 2012 года и к ноябрю собрал в прокате 36,7 млн долларов, что было расценено как очень удачный старт.
Роль Кэнсина исполнил актёр Такэру Сато, большой фанат манги.
Режиссёром фильма выступил Кэйси Отомо, незадолго до этого снявший исторический сериал «Сказание о Сакамото Рёме» (яп. 龍馬伝 Рё:ма-дэн), действие которого также происходит в эпоху бакумацу.
К созданию новой картины привлекли и Нобухиро Вацуки, который полностью одобрил кандидатуру Сато на роль Кэнсина и высказал несколько идей, которые были использованы в фильме
Сюжет картины основан на первой части манги. После победы императорских сил в битве при Тоба — Фусими Кэнсин, в то время грозный убийца, исчезает и появляется в Токио лишь спустя 10 лет в виде мирного бродяги. Он вступает в противостояние с опиумным дельцом Такэдой Канрю (Тэруюки Кагава), шайка которого старается отобрать додзё у Каору (Эми Такэи) и её единственного ученика Яхико (Такэто Танака). Кэнсин побеждает всю шайку, а потом вместе с кулачным бойцом Сагарой Саносукэ (Мунэтака Аоки) врывается в особняк Канрю и вызволяет оттуда Такани Мэгуми (Ю Аои), против воли изготовлявшую для Канрю опиум. После этого наркоторговца арестовывает работающий в полиции Сайто Хадзимэ (Ёсукэ Эгути). Один из оставшихся на свободе людей Канрю, маньяк Удо Дзинъэ (Кодзи Киккава), похищает Каору, чтобы заставить Кэнсина вернуться к состоянию безжалостного убийцы. Это ему почти удаётся, но он проигрывает бой с Кэнсином и совершает самоубийство. В финале фильма Кэнсин, Каору, Саносукэ, Яхико и Мэгуми вместе собираются в додзё.
Отзывы критиков о фильме оказались большей частью положительными.
Опасения, что он окажется дешёвой попыткой сыграть на раскрученности аниме и манги, чтобы выжать из зрителей побольше денег, не оправдались: фильм был снят достаточно качественно.
Обозреватели похвалили быстрые и яростные сцены боя с минимумом компьютерной графики, хотя отметили, что в нескольких эпизодах персонажи совершают совершенно неестественные и глупо выглядящие прыжки.
Сюжет, по мнению критиков, являл собой относительно непротиворечивую адаптацию манги, хотя обилие задействованных в фильме персонажей не позволило создателям в достаточной степени раскрыть их личности.
Подбор актёров и их игру обозреватели оценили весьма высоко, и в этом с ними был солидарен Нобухиро Вацуки, который был в восторге от актёрской игры.
Тем не менее, один из обозревателей отметил неуместность характерного для Кэнсина восклицания «Оро!», которое в манге использовалось главным образом в комедийных сценах.
Другой же заявил, что актриса, играющая Каору, слишком красива: в манге предполагается, что Каору простовата и крепко сложена, и Мэгуми по сравнению с ней выглядит просто сногсшибательно, а в фильме Каору получилась красивее Мэгуми.
Музыкальное сопровождение фильма, созданное композитором Наоки Сато, удостоилось достаточно высоких оценок, хотя сопровождавшая финальные титры композиция в жанре поп-панк была названа «мягко говоря неподходящей». В целом фильм был оценён как добротная и интересная работа не только в плане экранизации манги, но и как самостоятельная картина, несмотря на то, что сюжет временами становится несерьёзным, а персонажи, чья внешность максимально приближена к аниме-прототипам, выглядят чересчур «мультяшными» в более-менее верно переданной обстановке Японии XIX века.
В декабре 2012 года испанский дистрибьютор фильма сообщил о работе над его продолжением.

### Музыка
Музыку к аниме-сериалу написал композитор Нориюки Асакура, а компания Sony Records выпустила несколько дисков с саундтреками. Первый из них, называвшийся «Rurouni Kenshin OST 1», содержал 23 песни, использовавшиеся в первых сериях аниме. На втором диске, «Rurouni Kenshin OST 2 — Departure», находилась 21 композиция, впервые использованная в аниме до начала второго сезона. Третий, «Rurouni Kenshin OST 3 — Journey to Kyoto», содержал 13 дорожек, включённых во второй сезон аниме. Остальные 12 композиций, присутствовавших в третьем сезоне, находились на последнем диске, «Rurouni Kenshin OST 4 — Let it Burn». Музыку для обеих OVA написал Таку Ивасаки, а диски выпускала компания SME Visual Works. Первый диск, называвшийся «Rurouni Kenshin: Tsuioku Hen OVA OST», содержал 16 композиций. В альбоме с треками из второй OVA, «Rurouni Kenshin: Seisou Hen OVA OST», присутствовало 18 мелодий. Для анимационного фильма использовались работы композитора Таро Ивасиро.
Помимо перечисленных, существуют и разнообразные альбомы с коллекциями избранных композиций, которых за время существования серии было издано 4 штуки. Японские актёры-сэйю, озвучивавшие персонажей аниме, записали два альбома с песнями своих героев, «Rurouni Kenshin: Character Songs» и «Character Songs 2». Существует и полное собрание композиций, использованных в аниме-сериале, фильме и обеих OVA. Выпущенное в 2002 году, оно называется «Rurouni Kenshin: Complete CD-Box» и включает треки со всех вышеперечисленных дисков, а также композиции из двух видеоигр по серии «Rurouni Kenshin». В 2011 году, в честь 15-летия аниме-сериала, был выпущен сборник «Rurouni Kenshin Complete Collection», содержащий все открывающие и закрывающие музыкальные темы из аниме. Сборник занял третье место по продажам среди альбомов с саундтреками аниме в 2011 году.
| Список музыкальных альбомов «Rurouni Kenshin» | Список музыкальных альбомов «Rurouni Kenshin» | Список музыкальных альбомов «Rurouni Kenshin» | Список музыкальных альбомов «Rurouni Kenshin» | Список музыкальных альбомов «Rurouni Kenshin» | Список музыкальных альбомов «Rurouni Kenshin» |
| №                                             | Название                                      | Композитор                                    | Дата выпуска                                  | Дисков/треков                                 | Издатель                                      |
| --------------------------------------------- | --------------------------------------------- | --------------------------------------------- | --------------------------------------------- | --------------------------------------------- | --------------------------------------------- |
| 1                                             | OST 1                                         | Нориюки Асакура                               | 29 мая 1999 года                              | 1/23                                          | Epic/Sony Records                             |
| 2                                             | OST 2 — Departure                             | Нориюки Асакура                               | 21 октября 1996 года                          | 1/21                                          | Sony Records                                  |
| 3                                             | OST 3 — Journey to Kyoto                      | Нориюки Асакура                               | 21 мая 1997 года                              | 1/13                                          | Sony Records                                  |
| 4                                             | OST 4 — Let it Burn                           | Нориюки Асакура                               | 1 февраля 1998 года                           | 1/12                                          | Sony Records                                  |
| 5                                             | Ishin Shishi e no Requiem OST                 | Таро Ивасиро                                  | 21 ноября 1999 года                           | 1/14                                          | Sony Records                                  |
| 6                                             | Tsuioku Hen OST                               | Таку Ивасаки                                  | 20 марта 1999 года                            | 1/16                                          | SME Visual Works                              |
| 7                                             | Seisou Hen OST                                | Таку Ивасаки                                  | 23 января 2002 года                           | 1/18                                          | SME Visual Works                              |
| 8                                             | Director’s Collection                         | —                                             | 21 июля 1997 года                             | 1/30                                          | Sony Records                                  |
| 9                                             | Best Themes Collection                        | —                                             | 21 марта 1998 года                            | 1/10                                          | Sony Records                                  |
| 10                                            | Brilliant Collection                          | —                                             | 21 ноября 1998 года                           | 3/33                                          | SME Visual Works                              |
| 11                                            | Premium Collection                            | —                                             | 18 декабря 1999 года                          | 3/29                                          | SME Visual Works                              |
| 12                                            | Character Songs                               | —                                             | 21 июля 1996 года                             | 2/11                                          | Sony Records                                  |
| 13                                            | Character Songs 2                             | —                                             | 18 июля 1998 года                             | 1/10                                          | Sony Records                                  |
| 14                                            | Ishin Gekitou Hen Game OST                    | Нориюки Асакура                               | 12 декабря 1996 года                          | 1/25                                          | Antinos Records                               |
| 15                                            | Juuyuushi Inbou Hen Game OST                  | Нориюки Асакура                               | 22 апреля 1998 года                           | 1/37                                          | Sony Records                                  |
| 16                                            | Complete CD Box                               | —                                             | 19 сентября 2002 года                         | 12/все                                        | SME Visual Works                              |
| 17                                            | Complete Collection                           | —                                             | 27 июля 2011 года                             | 2/11                                          | Aniplex                                       |

### Энциклопедии
Существует три официальные энциклопедии по миру «Rurouni Kenshin». Первая из них, «Kenshin Hiden» (яп. 剣心秘伝), была выпущена издательством Shueisha в Японии 4 июля 1996 года и содержала описания персонажей и различную статистическую информацию. Она была переведена на английский язык и выпущена в США издательством Viz Media под названием «Rurouni Kenshin Profiles» 1 ноября 2005 года. Вторая энциклопедия, «Kenshin Kaden» (яп. 剣心華伝), вышла 15 декабря 1999 года. Она содержала короткую историю под названием «Haru ni Sakura» (яп. 春に桜, «Весеннее цветение сакуры»). Третья энциклопедия, «Kenshin Kaiden» (яп. 剣心皆伝), вышла 4 июня 2007 года после переиздания манги в расширенном формате.
Помимо энциклопедий, издательство Shueisha выпустило 3 графических альбома, из которых первые два содержали изображения персонажей аниме-сериала и краткий пересказ серий, а третий был посвящён фильму. Ещё один альбом, вышедший позднее, кроме избранных рисунков героев аниме содержал изображения персонажей первой OVA.

### Видеоигры
По манге «Rurouni Kenshin» было создано пять видеоигр. Две из них, выпущенные компанией Sony Computer Entertainment для платформы PlayStation, распространялись только в Японии. Первая игра, Rurouni Kenshin: Ishin Gekitou Hen (яп. るろうに剣心 維新激闘編, «Жестокие сражения за реставрацию Мэйдзи»), была выпущена 29 ноября 1996 года. Она основывалась на первых 7 главах манги и представляла собой трёхмерный файтинг с девятью персонажами, весьма посредственный с точки зрения критиков. Вторая игра, Rurouni Kenshin: Juuyuushi Inbou Hen (яп. るろうに剣心 十勇士陰謀編, «Заговор десяти храбрых воинов»), вышла 18 декабря 1997 года и являлась консольной ролевой игрой с собственным сюжетом, не имеющим отношения ни к манге, ни к аниме. Третья, под названием Rurouni Kenshin: Enjou! Kyoto Rinne (яп. るろうに剣心 炎上!京都輪廻, «Гибель в огне: круговорот перерождений Киото»), была выпущена компанией Banpresto и предназначалась для консоли PlayStation 2. Игра вышла 14 сентября 2006 года, в первую неделю после выпуска заняла второе место по количеству проданных копий среди приставочных игр в Японии, а к концу года достигла объёма продаж в более чем 130 000 копий. Четвёртая и пятая игры, Rurouni Kenshin Saisen (яп. 再閃, «Новая вспышка»; 10 марта 2011) и Rurouni Kenshin Kansei (яп. 完醒, «Окончательное пробуждение»; 30 августа 2012) представляли собой двухмерные файтинги от компании Bandai для PlayStation Portable.
Последнюю игру обозреватель сайта Kotaku из-за больших проблем с балансом бойцов охарактеризовал как пригодную только для самых упорных фанатов серии.
Кроме этого, основные персонажи «Rurouni Kenshin» появлялись в играх Jump Super Stars, Jump Ultimate Stars и J-Stars Victory VS.

### Drama CD
Существует японская аудиоверсия (drama CD) начальных глав манги, состоящая из трёх частей и доступная как на CD-дисках, так и на компакт-кассетах.
Первая часть, основанная на главах 1—4, была выпущена в 1994 году; вторая и третья, основанные на главах 5—8 и 9—14 соответственно, — в 1995 году.
В аудиоверсии состав актёров озвучивания коренным образом отличается от состава сэйю аниме-сериала.

### Романы
Сторонние авторы создали три романа (лайт-новел) по миру «Rurouni Kenshin», официально признанных частью серии. Большая часть историй, рассказанных в них, является оригинальными работами, которые впоследствии были включены в аниме-сериал. Другие же являются пересказом сюжетов, уже имевшихся в манге и аниме. Главы первого романа переведены на английский язык и опубликованы в США под общим заголовком «Voyage to the Moon World» («Путешествие в лунный мир»).
| № | В Японии | В Японии | В США                                              | В США                                              |
| № | Дата публикации | ISBN | Дата публикации                                    | ISBN                                               |
| --- | --- | --- | -------------------------------------------------- | -------------------------------------------------- |
| 1 | 10 октября 1996 | ISBN 4-08-703051-2 | 17 октября 2006                                    | ISBN 1-4215-0604-1                                 |
| - 1. «Путешествие в лунный мир» (яп. 「月の世界へ」 Цуки но сэкай э) - 2. «Саносукэ и нисики-э» (яп. 左之助と錦絵 Саносукэ то нисики-э, нисики-э — цветная гравюра на дереве) | - 1. «Путешествие в лунный мир» (яп. 「月の世界へ」 Цуки но сэкай э) - 2. «Саносукэ и нисики-э» (яп. 左之助と錦絵 Саносукэ то нисики-э, нисики-э — цветная гравюра на дереве) | - 1. «Путешествие в лунный мир» (яп. 「月の世界へ」 Цуки но сэкай э) - 2. «Саносукэ и нисики-э» (яп. 左之助と錦絵 Саносукэ то нисики-э, нисики-э — цветная гравюра на дереве) | Автор: Каору Сидзука.                              | Автор: Каору Сидзука.                              |
| 2 | 3 октября 1997 | ISBN 4-08-703063-6 | —                                                  | ISBN —                                             |
| - 1. «Битва Яхико» (яп. 「弥彦の闘い」 Яхико но татакаи) - 2. «Курогаса» (яп. 「黒笠」 Курогаса)                                                                              | - 1. «Битва Яхико» (яп. 「弥彦の闘い」 Яхико но татакаи) - 2. «Курогаса» (яп. 「黒笠」 Курогаса)                                                                              | - 1. «Битва Яхико» (яп. 「弥彦の闘い」 Яхико но татакаи) - 2. «Курогаса» (яп. 「黒笠」 Курогаса)                                                                              | Автор: Каору Сидзука                               | Автор: Каору Сидзука                               |
| 3 | 4 февраля 1999 | ISBN 4-08-703077-6 | —                                                  | ISBN —                                             |
| - 1. «Аниме-сериал, часть „Симабара“» (яп. 「TVアニメ版島原編」 Ти:ви:-анимэ-хан Симабара хэн).                                                                               | - 1. «Аниме-сериал, часть „Симабара“» (яп. 「TVアニメ版島原編」 Ти:ви:-анимэ-хан Симабара хэн).                                                                               | - 1. «Аниме-сериал, часть „Симабара“» (яп. 「TVアニメ版島原編」 Ти:ви:-анимэ-хан Симабара хэн).                                                                               | Авторы: Рё Аки (安芸良) и Фумиэ Мурои (室井ふみえ) | Авторы: Рё Аки (安芸良) и Фумиэ Мурои (室井ふみえ) |